# Ytterbium(II)-fluorid
Ytterbium(II)-fluorid ist eine anorganische chemische Verbindung des Ytterbiums aus der Gruppe der Fluoride.

## Gewinnung und Darstellung
Ytterbium(II)-fluorid kann durch Reaktion von Ytterbium(III)-fluorid mit Ytterbium oder Wasserstoff gewonnen werden.
{\displaystyle \mathrm {2\ YbF_{3}+Yb\longrightarrow 3\ YbF_{2}} }
{\displaystyle \mathrm {2\ YbF_{3}+H_{2}\longrightarrow 2\ YbF_{2}+2\ HF} }

## Eigenschaften
Ytterbium(II)-fluorid ist ein grauer Feststoff und kristallisiert im sogenannten Fluorittyp analog zu Calciumfluorid mit einer a-Achse von 559,46 pm. In der Kristallstruktur von Ytterbium(II)-fluorid ist das Yb2+-Kation würfelförmig von acht F−-Anionen umgeben, wobei dieses tetraedrisch von vier Yb2+ umgeben ist.